# Békésszentandrás
Békésszentandrás (szlovákul: Békešský Svätý Ondrej) nagyközség Békés vármegyében, a Szarvasi járásban.

## Fekvése
Az Alföldön, a Körösszögben, Békés vármegye nyugati kapujában, Szarvas városától 5 kilométerre helyezkedik el nyugati irányban. A település fekvését nagyban meghatározza az a tény, hogy a területén helyezkedik el Magyarország jelenlegi 5. legnagyobb állóvize, a Hármas-Körös Kákafoki-holtága. Ezért sokan az Alföld legszebb fekvésű falujának tartják. A településen – túlnyomórészt a holtág mentén – több mint 500 hétvégi ház található, így az komoly idegenforgalmi jelleget kölcsönöz a településnek.
Szomszédai: északkelet felől Mezőtúr, kelet felől Szarvas, dél felől Szentes, illetve annak nagy kiterjedésű külterületi határrészei, nyugat felől Öcsöd, északnyugat felől pedig Mesterszállás. Délnyugat felől kevés híján érintkeznek  a közigazgatási területei Kunszentmárton határával is.
Magyarországon Békésszentandráson az egyik legkisebb az évi átlagos csapadékösszeg.
A falu határától nem messze található délnyugati irányban Magyarország legnagyobb kunhalma, a Gödény-halom.

### Megközelítése
A nagyközségen áthalad a Kecskemét – Békéscsaba – Gyula útvonal mentén húzódó 44-es főút, így ez a leginkább kézenfekvő megközelítési útvonala Kecskemét és Békés vármegye nagyobb városai felől is. Határszélét délkeleten érinti a 4401-es út is, amelynek ráadásul csomópontja is van a déli határában húzódó M44-es autóúttal, ezáltal (Szarvason keresztül) az M44-es felől is elérhető.

## Története

### Középkor
Békésszentandrás (Szentandrás) már az Árpád-korban lakott volt. Nevét a 13. században itt állt és Szent András apostol tiszteletére emelt templomról kapta. Nevét 1297-ben említették először az oklevelek Andree alakban írva, majd 1329-ben Zenthonduryas, 1330-ban Zenthandreas írásmóddal. 1504-ben Túr-Szentandrásnak írták  (akkori megfelelőjében).
A templom körül fekvő település a szomszédos Fejéregyházhoz hasonlóan valószínűleg a tatárjárás alatt vált lakatlanná. 1297-ben a pusztán álló Szent András-templomot Hén és Fejéregyház közt említették.
III. András király Hénnel és Fejéregyházzal együtt adta az Akus nemzetség-beli Akus fia Mihálynak. 1329-ben Uz (Wz) testvére László és Uz fiától, Lukácstól való Tamás nevű unokája öröklött birtoka volt. E birtokot Tamástól Szécsényi Marcell és István mint Fejéregyházához tartozó birtokrészt követelt. 1330-ban azonban megállapították, hogy Szentandrás nem tartozott Fejéregyházához, és ekkor határjelekkel is elválasztották tőle.
1377 tavaszán a »Keres mellett Túr városhoz közeleső« falut I. Lajos király a Manalaki nevű kun családnak ajándékozta. Ámde az Uzvásáry család ekkor pert indított a korábbi irataival, hogy Szentandrás az ő örökös birtoka, így aztán 1378 tavaszán Garay Miklós nádor visszaítélte az Uzvásáryaknak.
1391-ben a csanádi káptalan egyik oklevele szerint: »Csaud«-i Ördög Miklós, János és István újabb adománnyal vámjogot nyernek itt. Majd a következő században, még 1437 előtt az egész községet, a környező régióval együtt Hunyadi János szerezte meg. 1455-ben az Úzvásáry család Hunyadi János birtoklása ellen tiltakozott, de 1456-ban V. László király Hunyadit erősítette meg Szentandrás birtokában.
A Hunyadiak földesurasága idején Szentandrás nagyon felvirágzott. Ők mezővárosi jogokat szereztek a számára még 1463 előtt, s itt külön gazdatiszteket tartottak. Ilyenek voltak 1463-ban Temesközy János, Varjasy János és Csiray Benedek.

#### Fejéregyház
Ma Fejéregyház puszta Békésszentandrástól északnyugatra. Nevét 1297-ben említették először az oklevelek Feyreghaz alakban írva. 1297-ben III. András király mint lakatlan földet, melyen „fejéregyház” templom állott, az Akus nemzetségbeli Mihály fia Akus mesternek adta a lakatlan Hénnel együtt. A kettő között feküdt a Szent András-templom. 1329 előtt Károly Róbert király Fehéregyházát Szécsényi Marcellnek és Istvánnak adta cserébe, akik maguknak követelték Szent Andrást is az Uz rokonságtól, de utóbbiak 1330-ban igazolták, hogy a két birtok nem tartozik össze, és határral is el van választva egymástól.

### Török kor
1512-ben Győritelek, Furugytelek, Mogyoróstelek, Gödénytelek és Berektelek nevű határrészek tartoztak Szentandráshoz.  1535-ből ismeretes Szentandrás első bírája: Rácz András, aki a többi szentandrásiakkal együtt fegyveresen szegült ellen annak, hogy Bereczkfy Mihályt Körös-Szentmiklós birtokába beiktassák.
A község telekkapui:
- 1552-ben 8;
- 1553-ban 12;
- 1556-ban 18;
- 1562-ben 54;
- 1564-ben 29 kapu után fizettek adót.

1560 táján a családok nagyobbrészt Ferenczi, Nyiri, Keresztesi, Vas, Kanizsa, Cseke, Csóva, Nyilas, Bene és Fonó neveket viseltek.
A török uralom alatt egy ideig megmaradt Szentandrás a régi birtokosok kezén. Így például a Kaczkfyné része első férjétől származó unokájára Ábránfy Farkasra szállott. Ő 1575 táján Simon Antal egri hadnagynak zálogosította el 40 forintért.
1596-ban sok más dél-alföldi településsel együtt Szentandrás is megsemmisült. Később újratelepült, de 1648-ban csak faluként van említve.
Török földesura maga a szultán volt, ennélfogva az úgynevezett khász-birtokok közé tartozott, s így sorsa is tűrhetőbb volt, mint a többi községeknek, ahol a török földesurak gyakran változtak. Másrészről az erdélyi fejedelmek is a maguk hatalma alá tartozónak vélték, s ennélfogva híveiknek adományozták, a régi földesurak jogait tekintetbe sem véve. Így például 1608-ban Báthory Gábor egyik, éppen ezen faluból származó vitézének, borosjenői Szentandrásy Györgynek ajándékozta egy részét.
Amikor Nagyvárad és Borosjenő bukása után az erdélyi földesurak kénytelenek voltak távolabbra költözni Békés vármegyétől, a szentandrási bíró volt az, kinek kötelességévé tették, hogy az e vidéken eső városok, falvak adóját és ajándékait összeszedje, s nekik Husztra felküldje. 1662-ben a szentandrásiaktól ilyen ajándékot követeltek a Husztra szorult erdélyi földesurak: »egy szép paplant; egy vég patyolatot, úrasszonynak valót; két vég vörös fejtőt (fonalat) ; két vég török zsinórt, szegfű színűt ; egy vég bulya (keleti, trapezunti) vásznat ; két bokor (pár) karmazsin csizmát kapcástól.«
A magyarországi és erdélyi földesurakon kívül, volt még a szentandrásiaknak bajuk a szomszédos túriakkal is. Ők egy Cserki Kún nevű földet a maguk számára követeltek és hét évi per után el is vették azt.
Ez időszakban Szentandás lakosai református vallásúak voltak, s 1666-ban az egyik zsinat Szokolay Jánost rendelte ide papul.
Utolsó nyoma a török világbeli Szentandrás községnek az, hogy 1683 októberben élelmezik Apafy seregét, majd 1698-ban azt írják róla, hogy egészen lakatlan. Így tehát áldozatul esett az alföld és a gyulai vár visszaszerzéséért vívott harcoknak.

### 18-19. század
Báró Száraz György királyi személynök 1702-ben 32.000 forint kincstárba történt befizetést követően megkapta a szentandrási uradalom birtokait. Halála után feleségére majd leányára Száraz Júlia bárónőre szállt a birtok, aki dezséri Rudnyánszky Józseffel kötött házasságot. A Rudnyánszkyak többsége Szentandráson a kastélyban élt és innen irányította a birtokot.
Az újratelepült község első lakosai 1719-ben jöttek ide, nagyobbrészt Kabáról. 1722-ben új családok csatlakoztak hozzájuk, de még 1725-ben is csak 25 jobbágycsaládból állt a falu.
Száraz György birtokos nem szedte személyesen a falu jövedelmét, hanem kiadta azt Tolnai Istvánnak, aki szintúgy Debrecen vidékéről került a megyébe, mint a szentandrási lakosok. Ő olyan kegyetlenül bánt velük, hogy egyrészt emiatt tört ki Szentandráson 1735-ben a Péró-féle lázadás. Ebben az akkori fegyverfogható szentandrási lakosok csaknem mindnyájan (37-en) részt vettek, s miután részben megölettek, részben rabságra hurcoltattak, csak 14 férfi tért vissza.
A megcsökkent létszámú falut az 1739-es pestis is megviselte, amikor 228 lakosától fosztotta meg. 1742-ben az evangélikus vallású tótok települtek a meggyérült lakosságú Szentandrásra.
1746-ban Rudnyánszky József táblabíró, Száraz György veje, elhatározta a tótok áttelepítését Komlósra, s helyükre még ez évben a Tisza-menti falvakból magyar katolikusokat telepített le.
Így aztán Rudnyánszky 1746 májusában »egyedül Isten útmutatása mellett és az ő kifürkészhetetlen nagy segítségével« a régi katolikus templomot a református vallásúaktól visszavehette, s így új jobbágyainak kész, bár nagy javításra szoruló templomot adhatott. A református vallásúak a község déli részén 1803-ban új templomot építettek. Így alakult meg a modern kori Szentandrás.
A katolikus templomot 1784-ben megnagyobbította, s hozzá új tornyot építtetett Rudnyánszky József özvegye, Száraz Julianna. 1868-ban aztán a templom elejét vagyis szent helyét újra megnagyobbították.
Vályi András 18. század végi leírása alapján:
„SZENT ANDRÁS: Magyar falu Békés Várm. Birtokosa B. Rudnyánszky Uraság, lakosai katolikusok, és reformátusok, fekszik Körös vize mellett, mezeje bőv termésű, egy részét szántóföldgyeinek a’ víz áradások járják; fája, nádgya nints, piatza távol van.”
A jókora hasznot hajtó uradalomból a tágabb rokonság is részesedést követelt. Perre vitték az igényt, melynek következtében az uradalmat 1795-ben 3024 tulajdonrészre osztották. A földek művelését továbbra is a Rudnyánszkyak végezték, de a haszon elosztását a tulajdonolt részek alapján határozták meg. A jussok ezt követően sűrűn cseréltek gazdát.
A Rudnyánszkyakat követően a Csernus család birtokába került a település.
A népesség száma:
- 1827-ben 3740;
- 1852-ben 4941;
- 1890-ben 6735 főt tett ki. Ekkor ezek közül magyar nyelvű volt 6362; tót 346; egyéb nyelvű 27.[7]

### 20. század
A két világháború között a Gassner Szövőgyár adott munkát a helybelieknek, mely a kastély épületében rendezkedett be.

## Közélete

### Polgármesterei
- 1990–1994: Bencsik Imre (független)[9]
- 1994–1998: Sinka József (MSZP)[10]
- 1998–2002: Sinka József István (MSZP)[11]
- 2002–2006: Sinka József (MSZP)[12]
- 2006–2010: Hamza Zoltán Gábor (Fidesz-FKgP-Gazdakörök)[13]
- 2010–2014: Sinka Imre (független,[14] 2012-től Jobbik)[15]
- 2014–2019: Sinka Imre (független)[16]
- 2019–2024: Sinka Imre (független)[17]
- 2024– : Sinka Imre (független)[1]

## Népesség
A település népességének változása:
| Lakosok száma | 3716 | 3660 | 3608 | 3403 | 3328 | 3317 | 3303 |
|               | 2013 | 2014 | 2015 | 2021 | 2022 | 2023 | 2024 |

2001-ben a település lakosságának 99%-a magyar, 1%-a egyéb (főleg lengyel, szlovák és német) nemzetiségűnek vallotta magát.
A 2011-es népszámlálás során a lakosok 89,4%-a magyarnak, 0,2% cigánynak, 0,4% németnek, 0,3% románnak, 0,9% szlováknak mondta magát (10,6% nem nyilatkozott; a kettős identitások miatt a végösszeg nagyobb lehet 100%-nál). A vallási megoszlás a következő volt: római katolikus 49,4%, református 9,2%, evangélikus 5,2%, görögkatolikus 0,2%, felekezeten kívüli 15,7% (19,6% nem nyilatkozott).
2022-ben a lakosság 91,6%-a vallotta magát magyarnak, 0,9% szlováknak, 0,3% németnek, 0,2% cigánynak, 0,2% szerbnek, 0,1-0,1% bolgárnak, románnak és lengyelnek, 2,4% egyéb, nem hazai nemzetiségűnek (8,3% nem nyilatkozott; a kettős identitások miatt a végösszeg nagyobb lehet 100%-nál). Vallásuk szerint 35,9% volt római katolikus, 7,2% református, 4,4% evangélikus, 0,2% ortodox, 0,1% görög katolikus, 0,2% egyéb keresztény, 0,7% egyéb katolikus, 15,1% felekezeten kívüli (36% nem válaszolt).

## Nevezetességei
- Községháza
- Református templom

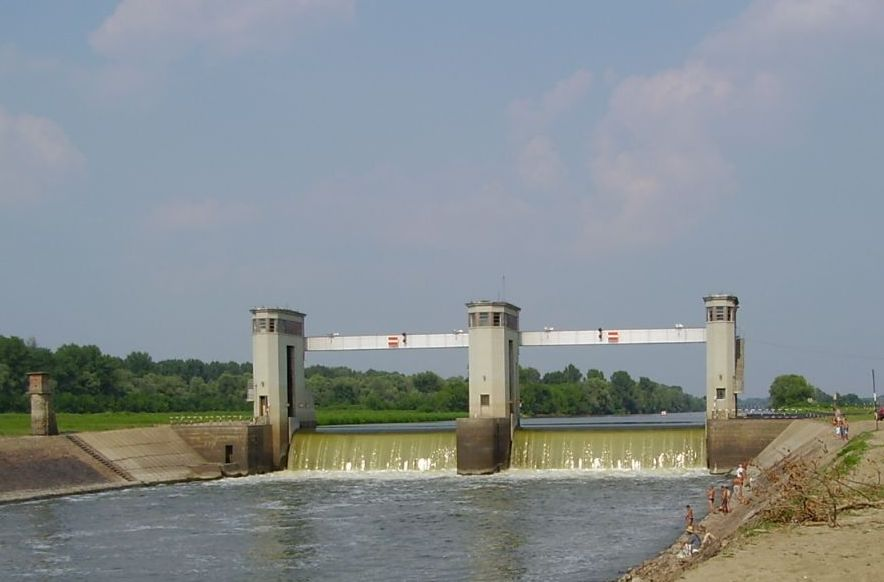
Békésszentandrási duzzasztómű és hajózsilip

- Katolikus templom. A templom főoltár képe Szent András apostol keresztre feszítését ábrázolja. E freskó, valamint a mennyezeten lévő Szt. István és Szt. László királyok, Szt. Péter és Szt. Pál apostol fejedelmek és a négy Evangélista képei Chiovini Ferenc szolnoki festőművész alkotása, amely 1938 évben készült.[21]
- Kunhalmok, köztük Magyarország legnagyobbja, a Gödény-halom
- Szőnyeggyár
- Zsidó temető (19. század elejéről származó síremlékekkel), előkertjében holokauszt-emlékmű (1994), Stefánia u.
- Duzzasztó és hajózsilip
- Léderer-kastély[22]
- Hunyadi-Rudnyánszky-kastély[23]

## Híres szülöttei
- Komlósi Ildikó Kossuth-díjas operaénekesnő
- Lóránt János Demeter, Munkácsy Mihály-díjas festő
- Mladonyiczky Béla, szobrász, éremművész
- Sinka Brigitta sakkozó
- Pólya Jakab (Pollák Jakab)  államtudományi doktor, ügyvéd, egyetemi magántanár és a Magyar Tudományos Akadémia levelező tagja. Pólya György matematikus és fizikus édesapja.
- Sinka Mátyás, Munkácsy Mihály-díjas grafikus
- Tóth Imre politikus, országgyűlési képviselő (FKgP)

## Itt hunyt el
- Munkahelyi balesetben Samu Géza Munkácsy-díjas magyar szobrászművész (1947–1990)

## Testvérvárosok
- Kishegyes, Szerbia (Vajdaság Autonóm Tartomány)
- Menyháza, Románia
- Temesszentandrás, Románia